# Franciszek Ratajczak
Franciszek Ratajczak (ur. 24 listopada 1887 w Śniatach, zm. 27 grudnia 1918 w Poznaniu) – polski wojskowy i działacz niepodległościowy. Pierwszy powstaniec wielkopolski poległy w walce.

## Życiorys
Syn Józefa i Eufrozyny z Piotrowskich. W poszukiwaniu pracy wyjechał do Wanne (Herne) w Westfalii, gdzie pracował jako górnik. W czasie I wojny światowej został wcielony do armii pruskiej i walczył na froncie zachodnim.
Był czynnym członkiem Towarzystwa Gimnastycznego „Sokół”. Musiał być bardzo aktywnym działaczem, gdyż po wybuchu w Niemczech w końcu 1918 rewolucji listopadowej został skierowany do Poznania, by pomóc w organizacji ruchu niepodległościowego. Na początku grudnia 1918 wraz z grupą ludzi został przydzielony do oddziałów Służby Straży i Bezpieczeństwa stacjonujących w Forcie Raucha (Berdychowo) pod dow. por. Ed. Krauzego. W dniu wybuchu powstania wielkopolskiego (27 grudnia 1918) wraz z całym oddziałem został skierowany do Zamku Cesarskiego, w celu wzmocnienia stacjonującej tam polskiej załogi. Ostrzeliwany przez niemieckich grenadierów pluton, w którym służył, nacierał na prezydium policji. W czasie ataku został ciężko ranny i w godzinach wieczornych zmarł. Pochowano go w grobowcu powstańców wielkopolskich na cmentarzu Górczyńskim w Poznaniu (kwatera Iak-6-1).

## Życie prywatne
Żonaty z Marianną Maćkowiak, ojciec dwójki dzieci: Cecylii i Eryka Franciszka.

## Upamiętnienie
Jego imieniem nazwano w Poznaniu ulicę, przy której został ranny. Znajduje się tam też tablica pamiątkowa. W rodzinnych Śniatach upamiętniono go pomnikiem. W Kościanie przy ulicy Wielichowskiej znajduje się Zespół Szkół Ponadpodstawowych imienia Franciszka Ratajczaka.

## Galeria

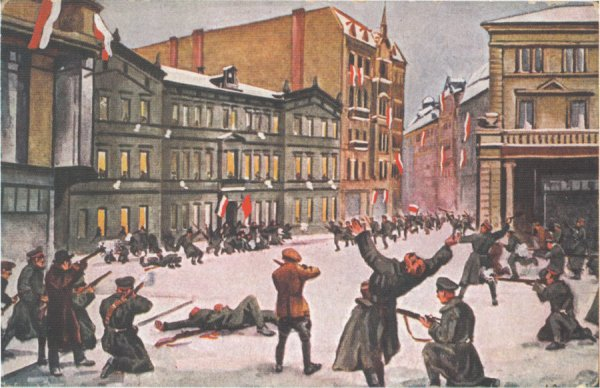
Moment śmierci Ratajczaka na obrazie Leona Prauzińskiego
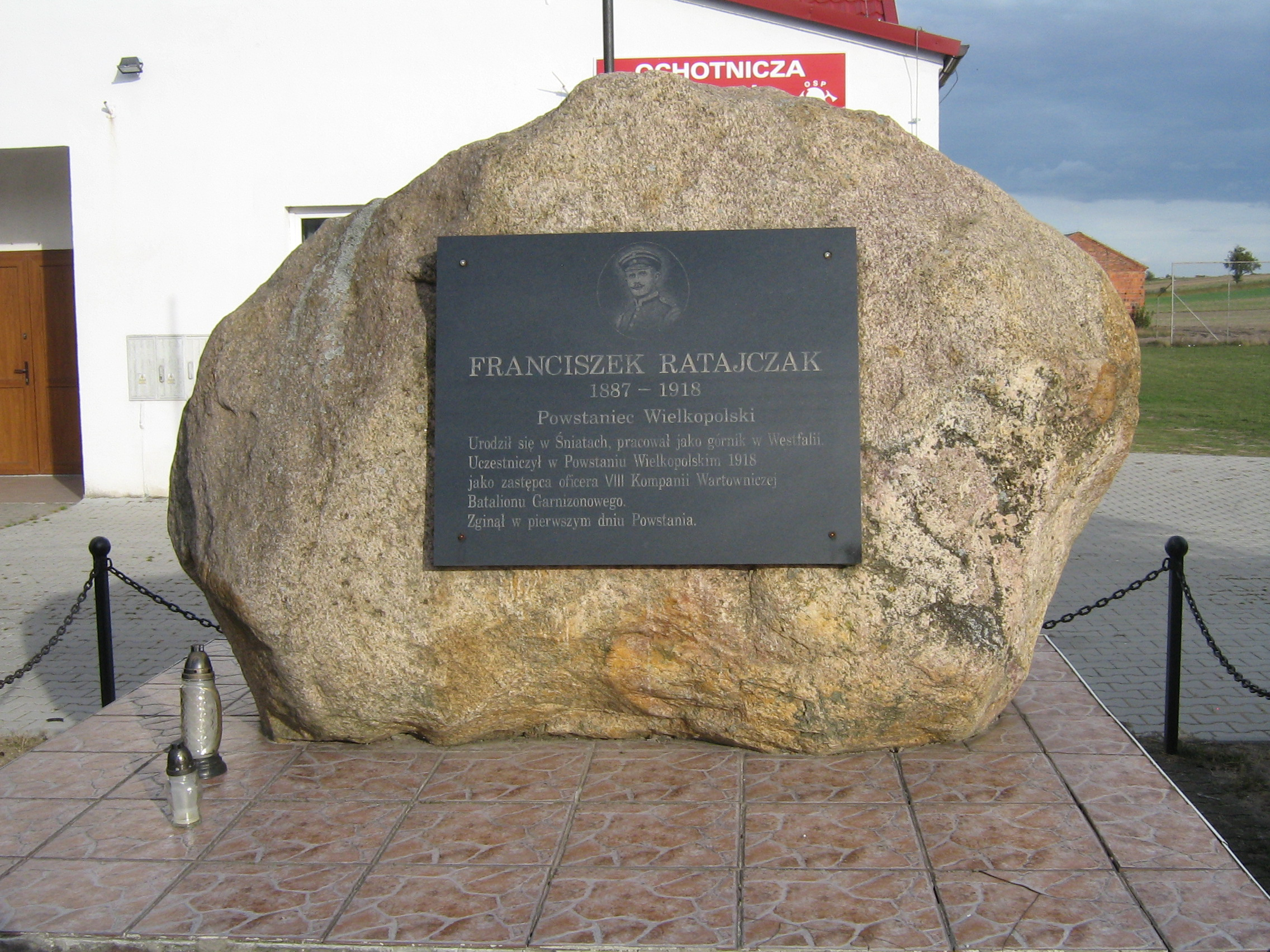
Głaz pamiątkowy z tablicą Franciszka Ratajczaka w Śniatach
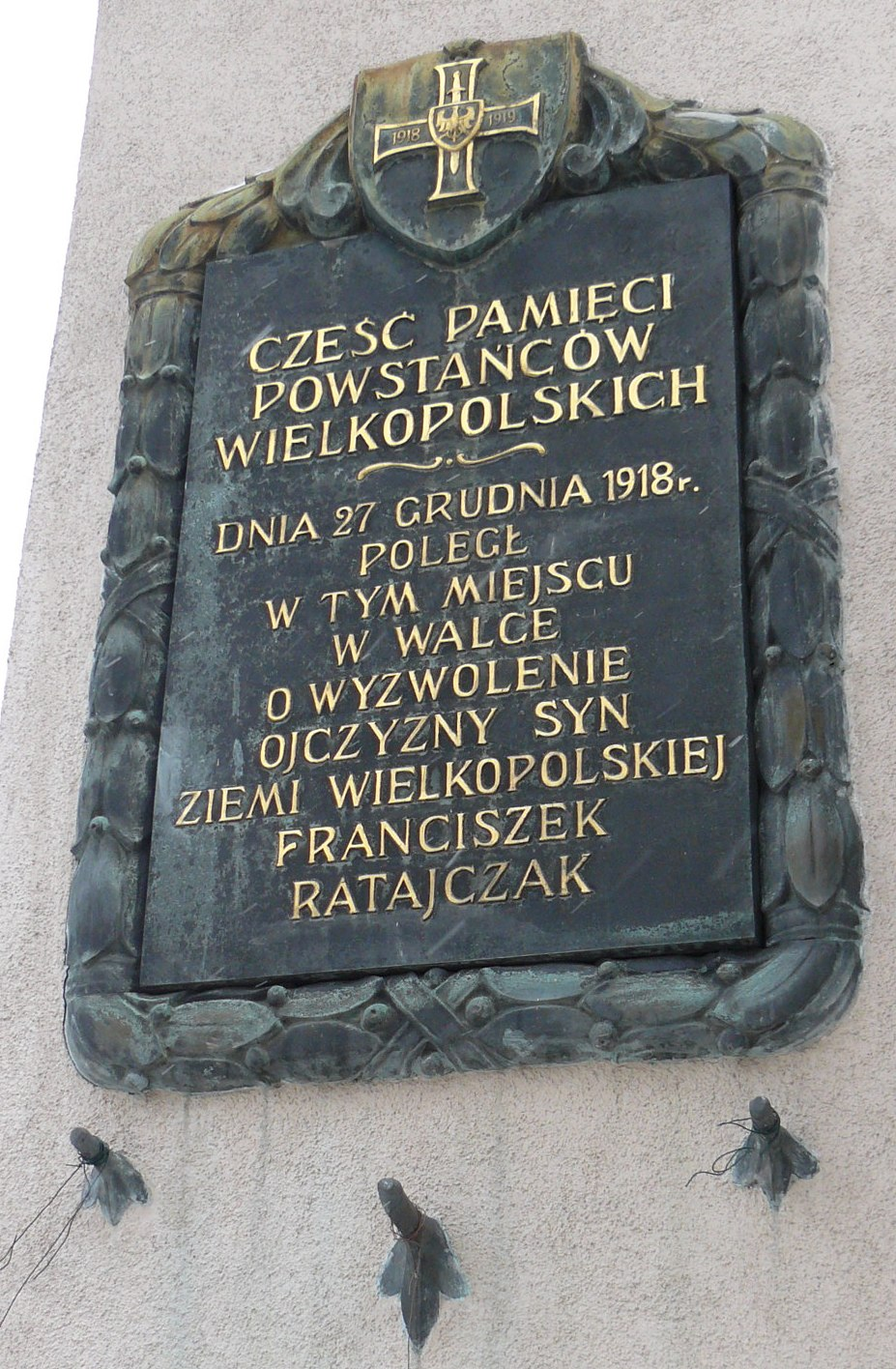
Tablica pamiątkowa przy ul. Ratajczaka w Poznaniu
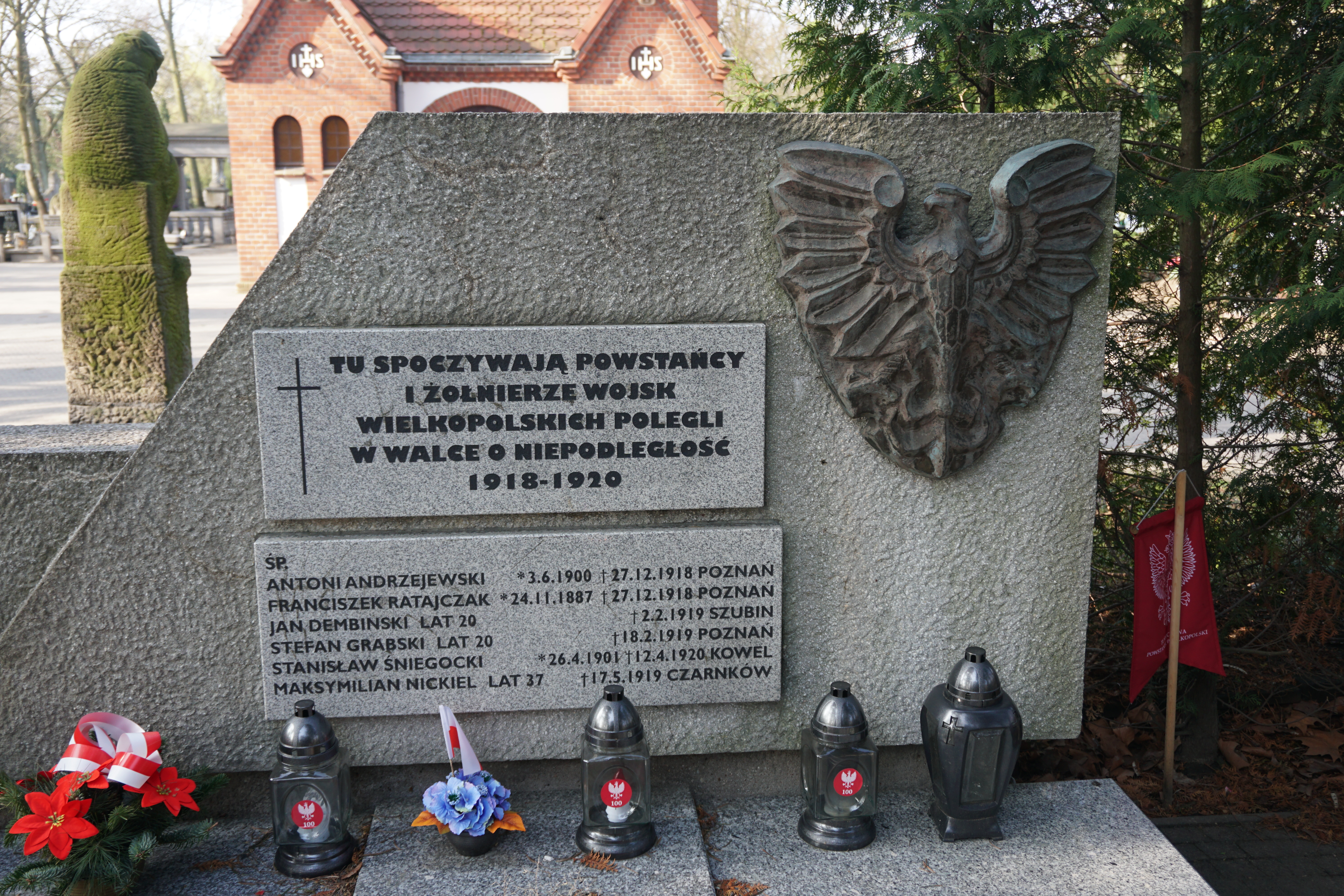
Grobowiec powstańców wielkopolskich na poznańskim cmentarzu Górczyńskim